# Тиме, Елизавета Ивановна
Елизавета Ивановна Тиме (1884—1968) — русская драматическая актриса, театральный педагог, профессор, Народная артистка РСФСР (1957).

## Биография
Родилась в семье профессора Петербургского института корпуса горных инженеров Ивана Августовича Тиме.
В 1904 году окончила Высшие женские Бестужевские курсы.
В 1906 году окончила Петербургскую консерваторию по классу пения, в 1908 году — Петербургское театральное училище.
С 1908 года — актриса Александринского театра. Играла драматические, трагические и комедийные роли, имея в сезоне до 11 новых ролей. Хорошо поставленный голос позволял ей исполнять партии в опере и оперетте. В 1909 году, в Мариинском театре, исполнила роль Клеопатры в балете «Египетские ночи» в постановке Михаила Фокина.
Известна как исполнительница  в жанре художественной  декламации. В чтецком репертуаре — «Анна Каренина» Л. Толстого, «Хождение по мукам» А. Толстого, «Клим Самгин» М. Горького, «Сага о Форсайтах» Дж. Голсуорси, произведения А. Пушкина, Н. Некрасова, Ги де Мопассана.
Преподавала в Школе сценических искусств А. Петровского, в Институте живого слова. Затем, более тридцати лет, в Ленинградском государственном институте театра, музыки и кино, с 1951 года — профессор.
Похоронена в Санкт-Петербурге на Литераторских мостках Волкова кладбища.

## Роли в театре
Домашние постановки и спектакли в театральном училище
- 1903 — «На манёврах» С. Рассохина — Компаньонка
- 1903 — «На пороге великих событий» Н. Павлова — Верочка
- 1904 — «Борцы» М. Чайковского — Соня Галтина
- 1904 — «Тайна» Николаева — Ласкина
- 1904 — «Волшебные звуки» А. Генца — Вера
- 1904 — «Чучело» В. Билибина — Анна Леонтьевна
- 1905 — «Высшая школа» И. Потапенко — Клавдия
- 1906 — «Сильные и слабые» Н. Тимковского — Римма
- 1907 — «Искры пожара» И. Ге — Дама
- 1907 — «Отверженный Дон Жуан» С. Рафаловича — Блудница
- 1907 — «Дети Ванюшина» С. Найдёнова — Людмила
- 1907 — «Забава» А. Шницлера — Мицци
- 1907 — «Женитьба Фигаро» П. Бомарше — Графиня
- 1907 — «Всех скорбящих» Г. Гейерманса — Рита
- 1907 — «Коломбина» Корна — Коломбина
- 1907 — «Вейганг» И. Шлафа — Берта
- 1907 — «Ольгин день» А. Бежецкого — Софья
- 1908 — «Хоровод» Г. Бара — Франциска
- 1908 — «Розы» Г. Зудермана — Юлия

Александринский театр
- 1908 — «Золотой телец» Добржанского — Эмма Розенблатт
- 1909 — «Дядя Ваня» А. Чехова — Елена Андреевна
- 1909 — «На всякого мудреца довольно простоты» А. Островского — Машенька
- 1909 — «Коварство и любовь» Ф. Шиллера — Софи
- 1909 — «Венецианский купец» У. Шекспира — Нерисса
- 1910 — «Дон-Жуан» Ж.-Б. Мольера — Шарлотта
- 1910 — «Молодёжь» М. Дрейера — Эрика фон Геллингофен
- 1911 — «Живой труп» Л. Толстого — Маша
- 1913 — «Таланты и поклонники» А. Островского — Негина
- 1913 — «Горе от ума» А. Грибоедова — Лиза
- 1914 — «Лев Гурыч Синичкин» Д. Ленского — Лиза
- 1914 — «Царская невеста» Л. Мэя — Любаша
- 1914 — «Тот, кто получает пощечины» Л. Андреева — Зинаида
- 1915 — «Нахлебник» И. Тургенева — Ольга Петровна
- 1915 — «Эрнани» В. Гюго — Донья Соль
- 1915 — «Бесприданница» А. Островского — Лариса
- 1916 — «Другая жизнь» Е. Опочинина — Вера Сергеевна
- 1916 — «Ночное» М. Стаховича — Дуня
- 1916 — «Зелёное кольцо» З. Гиппиус — Анна Дмитриевна
- 1916 — «Добрый барин» А. Островского — Дуняша
- 1916 — «Настоящая любовь» Р. Бракко — Елена
- 1916 — «Невеста» Г. Чулкова — Бредова
- 1916 — «Ассамблея» П. Гнедича — Фрося
- 1916 — «Мёртвый узел» И. Шпажинского — Наташа
- 1917 — «Милые призраки» Л. Андреева — Полина
- 1917 — «Маскарад» М. Лермонтова — Баронесса Штраль
- 1917 — «Грех да беда на кого не живёт» А. Островского — Лукерья Даниловна
- 1917 — «Волки и овцы» А. Островского — Глафира
- 1917 — «Профессор Сторицын» Л. Андреева — Княжна
- 1917 — «Богатые невесты» А. Островского — Белесова
- 1918 — «Стакан воды» Э. Скриба — Луиза
- 1921 — «Идиот» по роману Ф. Достоевского — Настасья Филипповна
- 1921 — «Горе от ума» А. Грибоедова — Наталья Дмитриевна
- 1921 — «Трактирщица» К. Гольдони — Мирандолина
- 1923 — «Антоний и Клеопатра» У. Шекспира — Клеопатра
- 1925 — «Пугачёвщина» К. Тренёва — Устинья
- 1926 — «Виринея» Л. Сейфуллиной — Виринея
- 1927 — «Коварство и любовь» Ф. Шиллера — Леди Мильфорд
- 1930 — «Ярость» Е. Яновского — Марфа Коврова
- 1931 — «На всякого мудреца довольно простоты» А. Островского — Мамаева
- 1932 — «Враги» М. Горького — Клеопатра
- 1937 — «Фландрия» В. Сарду — Донья Долорес
- 1940 — «Зыковы» М. Горького — Софья
- 1946 — «Горе от ума» А. Грибоедова — Хлёстова
- 1946 — «Свадьба» А. Чехова
- 1947 — «Глубокие корни» Дж. Гоу и А. д’Юссо
- 1947 — «Лес» А. Островского — Раиса Павловна Гурмыжская
- 1947 — «Профессия миссис Уоррен» Б. Шоу — Миссис Уоррен
- 1950 — «Живой труп» Л. Толстого — Анна Павловна
- 1952 — «Пигмалион» Б. Шоу — Миссис Хиггинс
- 1953 — «Шакалы» А. Якобсона
- 1956 — «Игрок» по роману Ф. Достоевского — Антонина Васильевна
- 1957 — «Осенний сад» Л. Хеллман

Мариинский театр
- 1909 — «Египетские ночи» А. Аренского — Клеопатра
- 1915 — «Прекрасная Елена» Ж. Оффенбаха — Елена

Михайловский театр
- 1916 — «Без вины виноватые» А. Островского — Коринкина
- 1916 — «Лавка древностей» Соловьёва — Анна
- 1917 — «Стакан воды» Э. Скриба — Герцогиня Мальборо
- 1917 — «Зарево» Е. Карпова — Липа
- 1921 — «Корневильские колокола» Р. Планкета — Серполетта
- 1926 — «Жёлтая кофта» Ф. Легара — Леа
- 1927 — «Чёрный амулет» Н. Стрельникова — Лилиан

Театр музыкальной комедии
- 1913 — «Сильва» И. Кальмана — Сильва Вареску
- 1920 — «Дочь мадам Анго» Ш. Лекока — Кларетта
- 1925 — «Голубая мазурка» Ф. Легара — Анжелла

Театр-сад «Аквариум»
- 1923 — «Сильва» И. Кальмана — Сильва Вареску

Театр трагедии Ю. М. Юрьева
- 1918 — «Царь Эдип» Софокла — Иокаста

## Кино и телевидение
- 1923 — Голод (короткометражный фильм) — Дочь кулака
- 1952 — Живой труп (фильм-спектакль) — Анна Павловна
- 1953 — Лес (фильм-спектакль) — Гурмыжская
- 1965 — Рассказы Чехова (телеспектакль)
- 1967 — День солнца и дождя — Елена Сергеевна, актриса

## Личная жизнь
В 1910 году вышла замуж за Н. Н. Качалова. Детей в семье не было. Их брак был долгим и счастливым.
Летом 1917 г. по Петрограду ходили слухи о романе Тиме с А. Ф. Керенским и об их готовящейся свадьбе, однако они «вряд ли имели серьёзную основу». В 1918 году Тиме и её муж опровергали это в печати. Эти слухи отразились в дневнике А. А. Блока, в записях В. Ф. Ходасевича (где поданы именно как обывательские сплетни), некоторых газетных публикациях, и впоследствии, при советской власти, стоили Тиме немалых неприятностей: «её неоднократно вызывали в „органы“, требовали объяснений по поводу её отношений с Керенским, не повышали в звании, лишали ролей и т.д.»

## Сочинения
- Тиме Е. И. Дороги искусства / Лит. запись Ю. Л. Алянского. — М.; Л.: ВТО, 1962. — 306 с.